# Aus (Stamm)
Die Banū Aus (بنو أوس) waren ein arabischer Stamm in Yathrib, der eine wichtige Rolle im frühen Islam spielte. Zusammen mit den Banu Chazradsch, dem zweiten in Medina ansässigen Stamm, bildeten sie die sogenannten Banu Qaila.
Wie die Banu Chazradsch sind die Banū Aus vermutlich im fünften Jahrhundert aus Südarabien nach Yathrib eingewandert. Zunächst waren sie den dort schon ansässigen Juden (Banu Quraiza, Banu Nadir und Banu Qainuqa) unterworfen, unter der Führung des Chazradschiten Mālik ibn al-ʿAdschlān erlangten die Banū Qaila jedoch größere Unabhängigkeit. Später zerstritten sich verschiedene Clane der Chazradsch und der Aus, dabei waren die Aus mit den Banū Quraiza und Banū l-Nadīr, die Chazradsch mit den Banū Qainuqāʿ verbündet. Ungefähr im Jahr 617 kam es zwischen den beiden Parteien bei Buʿāth im südöstlichen Teil der Oase zu einer Schlacht, bei der die Aus und ihre Verbündeten über die Chazradsch siegten.
Zwar war es nach dieser Schlacht zu keinen weiteren Kampfhandlungen mehr gekommen, doch hatten die Kriegsparteien formell noch keinen Frieden geschlossen, als während im Jahre 620 der Prophet Mohammed Kontakt mit sechs Männern von den Chazradsch Kontakt aufnahm. An dem zweiten und dem dritten Treffen Mohammeds mit den Leuten aus Yathrib in den Jahren 621 und 622 nahmen zwar auch Angehörige der Aus teil, doch standen die Aus Mohammed insgesamt zurückhaltender gegenüber als die Chazradsch. Erst als Saʿd ibn Muadh, der Führer des ausitischen Clans ʿAbd al-Aschhal, Muslim wurde, änderte sich dies.
Ibn Ishāq berichtet, dass nach Mohammeds Hidschra Schaʾs ibn Qais, ein Jude aus dem Stamm der Banu Qainuqa, versuchte, den Streit zwischen den Aus und den Chazradsch neu zu beleben, indem er bei einer Versammlung, der Angehörige der beiden Stämme beiwohnten, die Erinnerung an die Schlacht von Buʿāth heraufbeschwor. Es kam zu einem Handgemenge, bei dem die Angehörigen der beiden Stämme zu ihren Waffen griffen. Nur durch das schnelle Eingreifen Mohammeds, der die beiden Parteien an ihre Pflichten als Muslime erinnerte, wurde die erneute Entzweiung von Aus und Chazradsch abgewandt. Auf diesen Vorfall soll sich Sure 3:99 beziehen, die die Ahl al-Kitab dafür tadelt, dass sie die Gläubigen vom Weg Gottes abhalten.

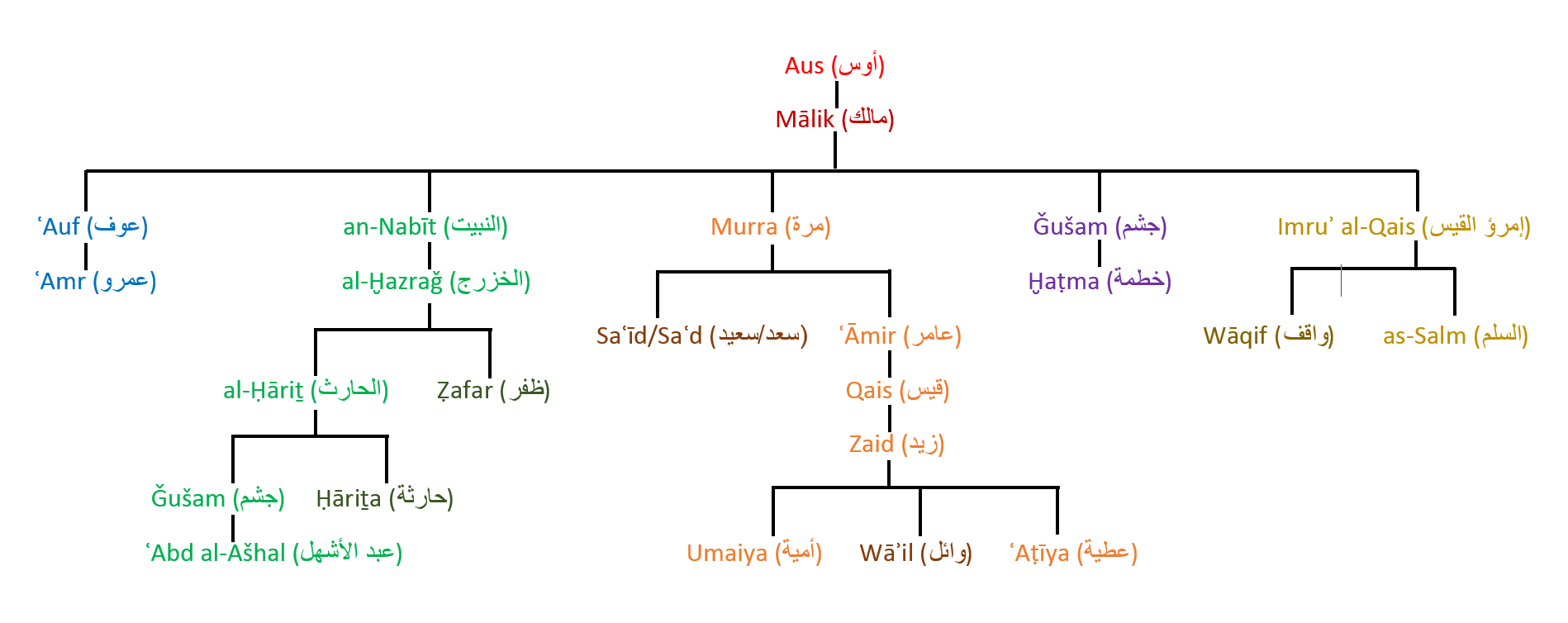
Übersicht aller Unterstämme der Aus

## Clane der Aus
Amr ibn Auf, Haritha, Khatma, Nabit, Ubaid, Waʾil, Waqif.

## Belege
1. ↑  Vgl. Ibn Hischām: Kitāb Sīrat Rasūl Allāh. Aus d. Hs. zu Berlin, Leipzig, Gotha u. Leyden hrsg. von Ferdinand Wüstenfeld. 2 Bde. Göttingen 1858-59. S. 385–387. Hier online verfügbar: http://archive.org/stream/p1daslebenmuhamm01ibnhuoft#page/n161/mode/2up